# 石原はるひこ
石原 はるひこ（いしはら はるひこ、1945年 - ）は、日本の漫画家、絵本作家。初期のペンネームは石原春彦。大阪府出身。

## 来歴
1968年、「過失」（日の丸文庫）でデビュー。代表作に「赤い柿」「モコモコ山物語」「楽園の秘戯」などがある。

## 書籍リスト
- 青春悶悶族（オハヨー出版、別冊エースファイブコミックス）
- 海猫の城（オハヨー出版、別冊エースファイブコミックス）
- 楽園の秘戯（松文館、エースファイブコミックス）
- 世界のわらい話 一年生（著・編：久保喬、偕成社、学年別・新おはなし文庫）
- おばけ・ゆうれい話 二年生（著・編：西本鶏介、偕成社、学年別・新おはなし文庫）
- ことわざ物語 三年生（著・編：西本鶏介、偕成社、学年別・新おはなし文庫）
- らくらくマイコン（作：池田信一、小学館）